# Miasto Buje
Miasto Buje (chorw. Grad Buje) – jednostka administracyjna w Chorwacji, w żupanii istryjskiej. W 2011 roku liczyła 5182 mieszkańców.